# Arild Monsen
Pour les articles homonymes, voir Monsen.
Arild Monsen, né le 5 avril 1962 à Molde, est un ancien fondeur norvégien. Il est champion du monde en relais en 1985.

## Palmarès

### Championnats du monde
| Épreuve / Édition | Seefeld 1985 |
| 15 km             | 7e           |
| 4 × 10 km         | Or           |

### Coupe du monde
- Meilleur classement général : 11e en 1983.
- Meilleur résultat : 4e.